# Pedagogía crítica

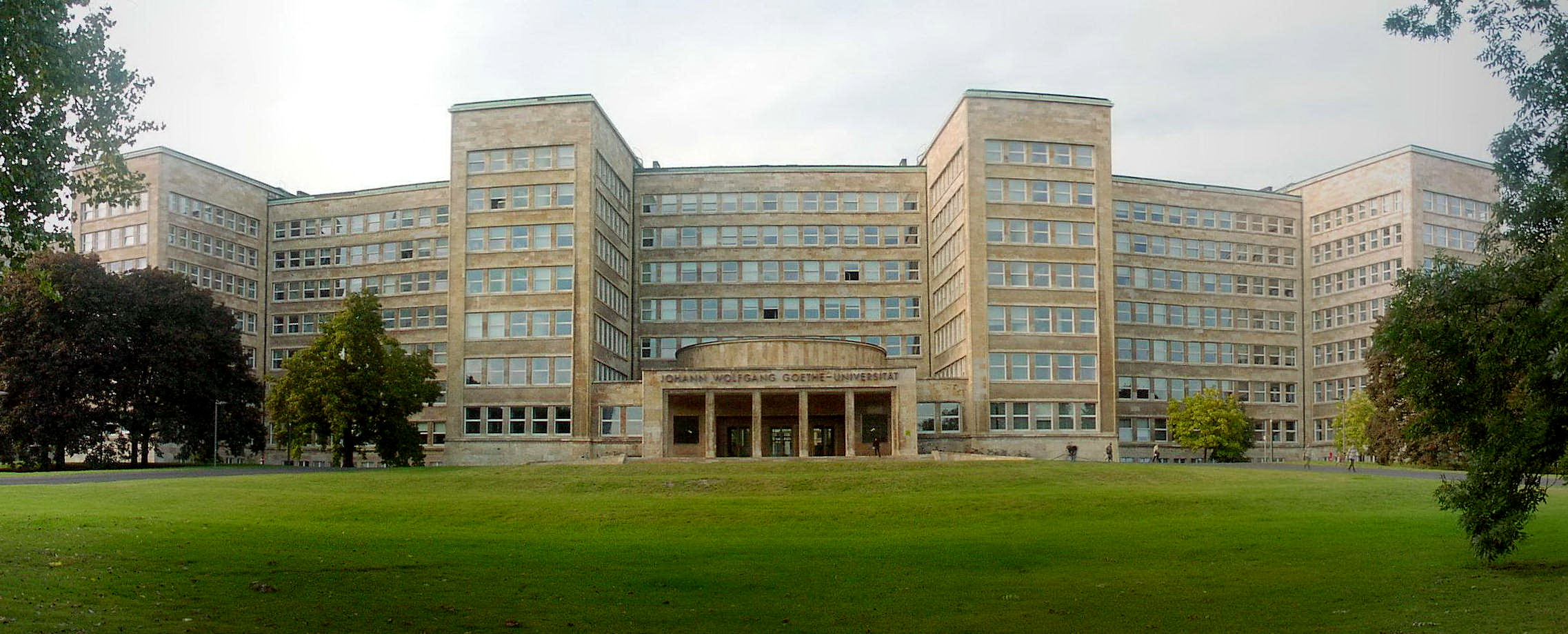
Universidad de Fráncfort, Alemania.

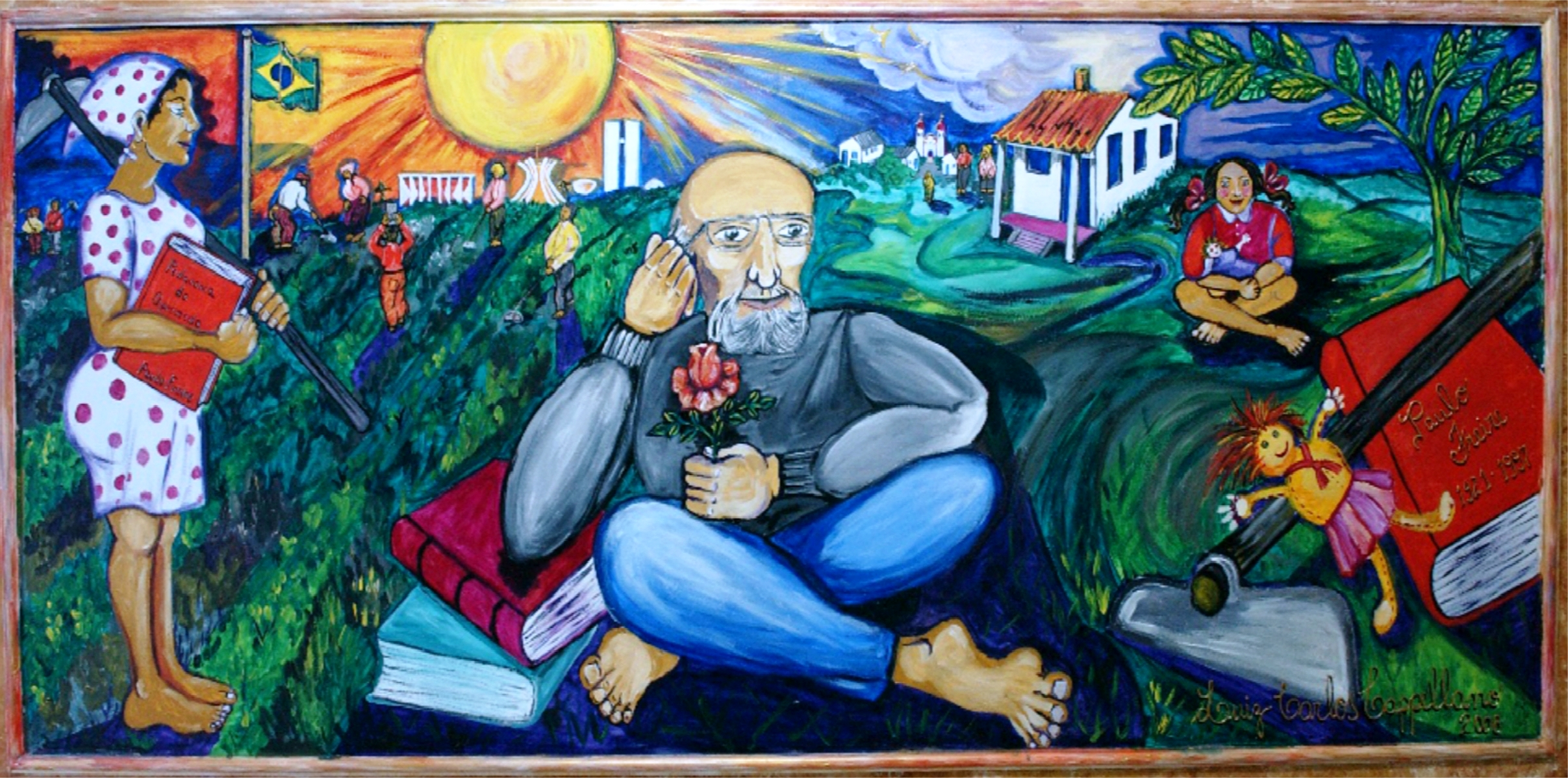
Mural homenaje a Paulo Freire. CEFORTEPE - Centro de formación, tecnología e investigación educativa "Milton de Almeida Santos", PYME-Campinas.

La pedagogía crítica es una corriente pedagógica, una filosofía de la educación y un movimiento social que desarrolló y aplicó conceptos provenientes de la Teoría Crítica de la Escuela de Fráncfort y tradiciones relacionadas, hacia el campo de la educación y el estudio de la cultura.
La Pedagogía Crítica, al contrario que la "Educación bancaria", rechaza la idea de que el conocimiento es políticamente neutral y argumenta que la enseñanza es un acto inherentemente político, ya sea que el maestro lo reconozca o no. Por lo tanto, las cuestiones de justicia social y democracia no son distintas de los actos de enseñanza y aprendizaje. El objetivo de la pedagogía crítica es la emancipación de la opresión a través del despertar de la conciencia crítica, basada en el término portugués conscientização. Cuando se logra, la conciencia crítica alienta a los individuos a efectuar el cambio en su mundo a través de la crítica social y la acción política.
La pedagogía crítica fue fundada por el filósofo y pedagogo brasileño Paulo Freire, quien la promovió a través de su libro de 1968, Pedagogía del oprimido. Posteriormente se extendió internacionalmente, incorporando elementos de otros campos como la teoría posmoderna, la teoría feminista, la teoría poscolonial y la teoría queer. Según Saviani, las pedagogías críticas se entienden a partir del criterio de criticidad: esto es, serán teorías críticas aquellas que puedan percibir los condicionantes objetivos que atraviesan a la educación. De allí, el autor trabaja con las Teorías Críticas Reproductivistas (tales como la de violencia simbólica de Bourdieu y Passeron como la de Aparato Ideológico del Estado de Althusser).

## Perspectiva
Paulo Freire es uno de sus principales representantes y se considera que "desde la educación se puede contribuir al logro de significativas transformaciones políticas y culturales". Se trata de un conjunto de prácticas que proponen una relación constante entre esta y la teoría para alcanzar un pensamiento crítico que implique un actuar similar en la sociedad.
La Pedagogía Crítica pone el centro en el estudiante, buscando que transforme su entorno inclusive yendo más allá de lo que conoce de manera cercana: "la pedagogía se considera una forma de práctica social que surge de las condiciones: históricas, contextos sociales y relaciones culturales. Se arraiga en una visión ética y política para tratar de llegar a los estudiantes más allá del mundo que conocen"
Asimismo, se dice que guarda relación con lo que se conoce como educación popular, encuadrándose en principios como la democracia y la ética: "comparte con la educación popular una apuesta ética y política. Ética sustentada por fines de reconocimiento, empoderamiento y democracia de sujetos que se reconocen desde sus diferencias y desigualdades en condiciones de género, de clase, de etnia, de sexo y en condiciones de subalternidad"
El modelo crítico orientado para “guiar por la pasión y el principio, para ayudar a los estudiantes a desarrollar la conciencia de la libertad, reconocer tendencias autoritarias, y conectar el conocimiento con el poder y la capacidad de emprender acciones constructivas” fue fuertemente influenciada por la obra de Paulo Freire, uno de los educadores críticos más aclamados. Según sus escritos, Freire defiende la capacidad de los estudiantes a pensar críticamente acerca de su situación educativa; esta forma de pensar les permite "reconocer las conexiones entre sus problemas individuales, las experiencias y el contexto social en el que están inmersos."
Hacer realidad la conciencia es un primer paso necesario de la "praxis", que se define como el poder y la capacidad de tomar medidas contra la opresión, mientras que destaca la importancia de la educación liberadora. Esta praxis implica participar en un ciclo de teoría, aplicación, evaluación, reflexión, y de nuevo a la teoría. La transformación social es el producto final de la praxis a nivel colectivo.
Las ideas de Antonio Gramsci, pensador marxista italiano y político, también influyeron en el concepto de desarrollo. Sus ideas comenzaron a ser discutidas en Brasil desde la década de 1970, décadas después de que fueron escritos (entre 1929 y 1937) y publicados en la segunda posguerra.
El pensamiento gramsciano en la academia brasileña produjo una influencia en la tesis y disertaciones en la educación, la ciencia política y el trabajo social. Pero hoy en día, Gramsci es uno de los escritores italianos más citados e influyentes no sólo en Brasil, sino también en todo el mundo.

## Educación

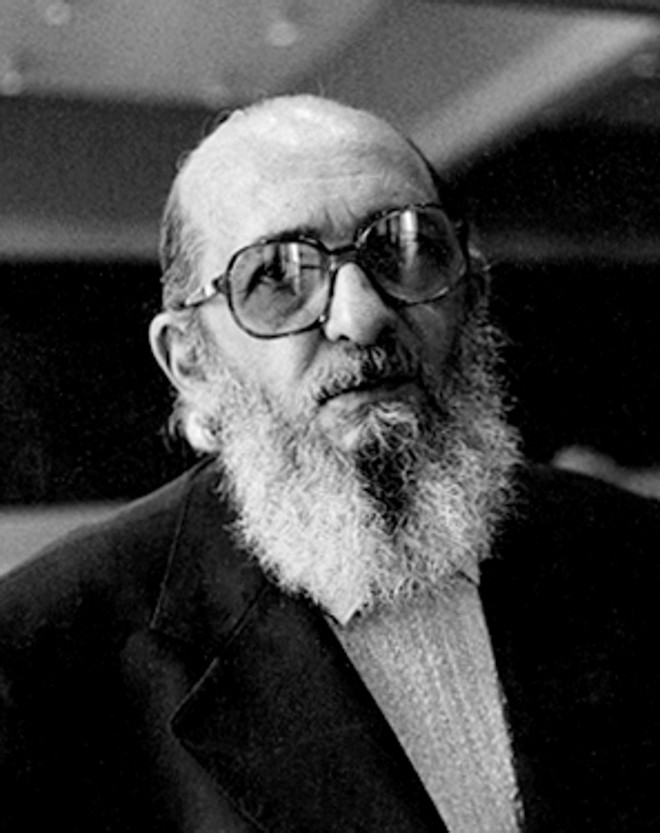
Paulo Freire

Henry Giroux hace una observación a la enseñanza tradicional, más específicamente a la lectura y la escritura, la cual ha estado dominada por procesos que la han convertido en una pedagogía puramente procesual y de miras estrechas Así, Giroux plantea que la enseñanza de las ciencias sociales refleja un malentendido pedagógico por parte de los educadores, dado que los estudiantes reciben una exposición sistemática de temas y acontecimientos seleccionados de la historia y la cultura humana, lo cual no los aleja de la percepción conductista de estudiante como tabula rasa o vasija vacía.
Es a esta pedagogía alienante a la que Paulo Freire también le hace una serie de críticas y la cataloga como la “pedagogía de la percepción sin tacha”, la cual está en favor de la objetividad y la universalización de las formas no dialécticas de ver el mundo. Ambos pensadores concluyen que esta pedagogía de miras estrechas ocasiona una deshumanización de las personas al infundir en ellas el miedo a pensar críticamente, o peor aún llevándolas a la inhabilidad de hacerlo.
Para Freire, la educación debe abarcar una comprensión diversa e incluyente del mundo, lo cual no implica que ésta sea neutra ni que complazca a todos aquellos que tengan una opinión sobre ella, por el contrario, esta noción de diversidad e inclusión hace que en la educación se sostenga un diálogo con los puntos de vista divergentes y que a través de esta tolerancia de seres desemejantes se cree la democracia, dentro de la que se compartan y construyan pensamientos y opiniones cargados de emociones y saberes diferentes que enriquezcan el saber pedagógico.[cita requerida]
De igual manera, Freire hace un llamado a “la unión de la diversidad”, en el sentido de dejar de lado el espacio que separa a un grupo social y étnico de otro. Freire reconoce la existencia de las diferencias interculturales definidas por clase, raza, género y nacionalidad, las cuales generan dos tipos de ideologías: de discriminación por parte de los dominantes y de resistencia por parte de los dominados, por lo que apela a la reducción de esta brecha entre y así a la tolerancia y respeto de la subjetividad.

### La escuela
Respondiendo a su necesidad y vocación natural de ser más, el ser humano se encuentra en educación constante o permanente, pues él, siendo consciente de su finitud y de que es un ser incompleto, se encamina en una incesante búsqueda de saber el mundo y poder decirlo, ya que no se trata únicamente de aprender sino de enseñar y dejar un legado que asegure una especie de inmortalidad de los trazos humanos. Para crear ese legado y responder a la vocación de ser más, nace la escuela como principal formadora, la cual, sin embargo, se desvía de su fin último al centrarse, como lo afirma Giroux, en la socialización de los alumnos para ser aceptados en la sociedad, y no en su formación como seres humanos capaces de tomar sus propias decisiones, contrariando así el pensamiento kantiano. sobre cumplir la mayoría de edad.
De la escuela como institución educativa se desprende la educación popular, destinada a los adultos. A esta educación se le conoce como popular, debido a que debe ir estrechamente ligada a las realidades sociales, tanto urbanas como rurales, y así conducir a la concientización de los educandos al ayudarles a enriquecer su saber empírico previo con uno más crítico y menos ingenuo, uno que les permita enfrentarse a explicaciones deterministas y fatalistas del mundo para cuestionarse sobre ellas, tomando así una posición característica del posmodernismo radical progresista, el cual lucha contra toda certeza muy segura de su certeza y permite tener una visión verdaderamente dialéctica del mundo y la historia humana.

### Escritura y pensamiento crítico
El pensamiento crítico es la capacidad para deliberar y discernir que desarrolla un sujeto con el fin de formar un juicio propio sobre distintos asuntos, evitando los dogmas y adoptando una postura crítica.
La escritura, por otra parte es una herramienta que permite pensar y hacer uso racional en la construcción de una verdadera democracia, ayudando a los estudiantes a pensar crítica y racionalmente sobre una determinada materia. Es así, como según Henry Giroux la plantea como un proceso dialéctico que ayuda a examinar las relaciones entre escrito-materia, escritor-lector y materia-lector.
Giroux también afirma que la pobreza en el proceso de escritura es un reflejo de la pobreza de pensamiento, es decir, los errores en las composiciones son errores en el proceso de elaboración del pensamiento. Es necesario pues concebir la importancia y la estrecha relación que existe entre escribir y pensar críticamente y que “aprender a escribir es aprender a pensar” y que estos procesos se plasman en sí, en una mediación entre el sujeto y el mundo.
La escritura y la lectura, según académicos, siempre irán ligadas, afirmando que un buen escritor es o fue un buen lector, ya que la lectura es el medio más importante de adquisición y desarrollo del código escrito, es por eso la importancia y relación correspondiente que le da Daniel Cassany al hábito y el placer de la lectura como relacionante de una competencia de escritura igualmente proporcional.
Es así como diferentes escuelas han hecho un esfuerzo por abarcar el tema de la escritura con supuestos debatibles. Entre las principales se encuentran la tecnocrática, la mimética, y la romántica.
- La tecnocrática se ha esforzado en proclamar que el proceso de escritura es una habilidad técnica instrumental, apartada del contenido, la ideación y los esfuerzos normativos. La escritura es artificial, haciendo énfasis en la gramática formal, la cual, ya es sabido que o no tiene ningún efecto o tiene un efecto negativo en la escritura. Se preocupa por ordenar y transcribir pensamientos, mas no en pensar.
- La mimética da por sentado que los estudiantes aprenden a escribir a través de la lectura de obras clásicas y bien escritas que sirven de modelos (Platón, Hemingway, Orwell, etc.), o que aprenden la escritura por ósmosis, escribiendo por un proceso de asimilación. Si bien este enfoque ayuda a familiarizarse con las obras más significativas, no garantiza un mejor pensamiento ni escritura.
- La romántica establece que hay una relación causal entre el bienestar del autor y sus habilidades de escritura. Aunque esta escuela ayuda en la exploración de la felicidad y la voluntad humana, desde un enfoque más positivista, no hay una profundización y análisis en el contexto socio-histórico que lo rodea, dejando su premisa sin sentido.

En este sentido las escuelas no estarían cumpliendo con el ideal de un ciudadano mejor para la humanidad, razón por la que fueron creadas, sino que instruye para la aceptación y reproducción de la sociedad existente.
Incluso si la responsabilidad directa no recae en los docentes, como en las instituciones, estos deben tener un papel activo en su rol, y replantear y reestructurar la pedagogía de manera que cumpla con el enunciado categórico de Nietzsche: “una verdad debe ser criticada, no idolatrada”. Esto implica incluso que no se debe separar la teoría y los hechos, puesto que el conocimiento no se estudia por sí mismo, sino que es una participación entre el individuo y la realidad social, esto es, la contextualización de la información.
Dicho de otro modo, los docentes deben garantizar que los estudiantes tengan en cuenta todos sus antecedentes sociales, históricos, morales e incluso espirituales, con el fin de que “el conocimiento dé un significado a su existencia”.

## Pedagogía Crítica y democracia: aportes de Giroux y Freire
Tal y como ha sido planteado por Freire (1969), la pedagogía debe ser una práctica que promueva la libertad y la democracia; 21 en ese orden de ideas, es esencial pensar en la pedagogía crítica como facilitadora para alcanzar dichos objetivos que cambian realidades sociales. Así, cuando se habla de crítica nos referimos a la formación de una consciencia crítica, la cual a su vez, involucra una actitud reflexiva y dinámica frente a los acontecimientos socio-históricos que nos describen como sujetos. De este modo, la pedagogía debe ser formadora de personas responsables social y políticamente; se trata de estar en un constante análisis del contexto, comprensión y solución de problemas en aras de evitar posiciones quietistas, esto pensando en que la crítica y la acción son los rasgos fundamentales de la mentalidad democrática.
Dando por sentado que cada ser humano tiene derecho a la educación, siendo muchos de ellos pobres o no; es cuestionable pensar en la realidad de la educación actual en donde, dependiendo de las condiciones socioeconómicas de las personas, éstas son formadas de una manera u otra y en muchas ocasiones afectando la calidad de su preparación y su manera de actuar frente al mundo. Es decir, la educación para la clase oprimida forma individuos con mentalidad básica y precaria, mientras que la educación para la clase opresora apunta hacia la toma del poder y a una mayor productividad. Para Freire (1969), la expresión de la democracia es nula en este ámbito siendo la educación generalmente un beneficio de pocos, es por eso que este pedagogo aboga por una educación equitativa y democrática en la cual todos tengan acceso a una buena formación académica que facilite el verdadero cambio social que solo puede darse a través de la concientización  de las masas sobre su realidad..
Paulo Freire habla de dos tipos de educación; por un lado, la educación bancaria y por otro la educación problematizadora o liberadora. La primera entiende que el educando es una suerte de recipiente vacío en el que se depositan saberes y contenidos elegidos por el educador y luego se “mide” en función de la memorización/ repetición de los mismos, por lo que oprime y genera una invasión cultural. La educación problematizadora, en cambio, parte de la idea que solo es posible conocer a partir de un diálogo en el que el educador reconozca al educando a partir de su propio “universo vocabular”  (esto es: sus códigos lingüísticos, pero también sus temas y prácticas culturales). Entonces, necesariamente para que exista educación tiene que haber diálogo y comunicación, con el objetivo de liberar el pensar mediante la acción de rehacer y transformar el mundo.
Asimismo, Freire plantea la pedagogía como una herramienta que hace cada vez más viable una realidad democrática y equitativa, esto es, que los educadores deben mostrarle a la comunidad oprimida su realidad cultural frente a la comunidad opresora para que los primeros sean conscientes de que están creciendo en una sociedad que los obliga a vivir pasivamente dentro de estructuras alienantes sin tener derecho a una participación con miras a la formación de una realidad mucho más alentadora. La pedagogía, entonces, conforma un factor esencial para fortalecer e incrementar el pensamiento emancipador en los estudiantes. Esto pues, se hace brindándoles a los estudiantes las herramientas lingüísticas y cognitivas que no se limiten al desarrollo de habilidades como la lectura y escritura, sino que les permitan llegar a ser actores en los procesos de cambio social, así como plantear y liderar diálogos críticos. "Delante de la injusticia, la impunidad y la barbarie, necesitamos de una pedagogía de la indignación."

### Neoliberalismo, democracia y educación superior
Henry Giroux considera a las universidades como esferas públicas democráticas, un espacio para aprender a pensar y actuar de manera cívica. La universidad es un espacio de deliberación política, de investigación crítica y comprometida con valores democráticos. Esta propuesta es amenazada, en los Estados Unidos de América, por las propuestas neoliberales que impulsan la mercantilización de los servicios públicos, donde la enseñanza debe ser utilitaria y funcional al mercado laboral.
El neoliberalismo y su concepción individualista, mercantilista y privatizadora, va pulverizando los servicios y espacios públicos, con lo que la vida en común se disuelve, se generan conflictos y polarización social. En ese sentido Giroux reivindica a la educación superior como una esfera pública relevante en defensa de la democracia.
"La educación superior tiene una responsabilidad no sólo en la búsqueda de la verdad, no importa adónde pueda conducir, sino también de educar a los estudiantes para que hagan que la autoridad y el poder sean política y moralmente responsables".
A las opiniones desordenadas y estallidos emotivos debe responderse con argumentos fundamentados y razonamientos lógicos. Al peligro del neoliberalismo hay que responder ampliando las esferas públicas y, en especial, las universidades.
"La educación superior es uno de los pocos espacios que quedan en los cuales pueden crearse identidades, valores y deseos democráticos. Si el futuro de los jóvenes importa tanto como la propia democracia, se trata de una lucha que se tiene que comenzar hoy mismo".

## En Iberoamérica

### Colombia
En el contexto colombiano, debemos pensar en las características mismas de la educación en el país y configurar las prácticas que supone la pedagogía crítica en este contexto. En Colombia un país colonizado y con apertura a la colonización, plantearse la educación centrada en el lenguaje, la lectura del mundo, iniciando por el conocimiento de sí mismo para entonces concebirse como libre, resulta una tarea compleja puesto que supone una reestructuración radical de la manera de concebir la educación, desde los entes estatales reguladores hasta las aulas. En la actualidad, Colombia se encuentra en estado acelerado de apertura económica, que parece aceptar las propuestas traídas de las grandes metrópolis europeas y norteamericanas, dándoles casi que un carácter de absoluta realidad y aplicabilidad, no sólo en los ámbitos financieros sino incluso en los ámbitos académicos en desconocimiento y detrimento de las necesidades específicas de la educación Colombia. Plantearse una educación en Colombia, de colombianos para colombianos, pensada desde la complejidad de la población y pensando en conocerse a sí misma para poder liberarse del dominio de modelos extranjeros impuestos, configura el objetivo de la pedagogía crítica en Colombia.
Por otro lado, la pedagogía crítica en Colombia tuvo sus primeros representantes en la educación superior, en universidades como, la Universidad de Antióquia, la Universidad Pedagógica Nacional, la Universidad Pedagógica y Tecnológica de Colombia y la Universidad del Valle. El movimiento pedagógico en Colombia, es la organización más emblemática en pedagogía crítica. Surgió en 1982 y se constituye como el acontecimiento más importante, gestado por el magisterio a través de la Federación Colombiana de Educadores FECODE que reúne más de 200.000 maestros de Instituciones públicas con Sindicatos Seccionales en todos los Departamentos del territorio nacional. Si bien tuvo su auge en un momento preciso, podemos ver como ahora esos ánimos de libertad y renovación se han apagado poco a poco.
Desde la perspectiva de Freire, Giroux y MacLaren, se han desarrollado importantes trabajos respecto a la pedagogía crítica, en general, que se fundamentan en dos ejes transversales: un cuestionamiento permanente respecto a las formas de subordinación que crean procesos de inequidad social y el rechazo a las relaciones permanentes generadas en los espacios usualesde escolarización; ambos cuestionamientos presentan una visión de la educación como una práctica política y sociocultural, debido a que la concepción de pedagogía que abordan los autores reseñados, está permeada por desarrollos anclados en el posmodernismo crítico.Asumir la pedagogía crítica en el contexto de la educación es pensar en un nuevo paradigma del ejercicio profesional del maestro, es pensar en una forma de vida académica en la que el punto central del proceso de formación considera esencialmente para quién, por qué, cómo,cuándo y dónde se desarrollan determinadas actividades y ejercicios académicos.
Por otra parte, la superación de la desigualdad y exclusión, planteada por (UNESCO, 2008) como uno de los retos más apremiantes de estos tiempos de globalización, sugiere la necesidad de escenarios educativos basados en políticas de inclusión y estrategias para ampliar el acceso orientadas a eliminar barreras y obstáculos que desde la pedagogía crítica freireina, ha sido solo la adaptación de la diversidad en lugar de “la igualdad de las diferencias”.